# کشت میکروبی

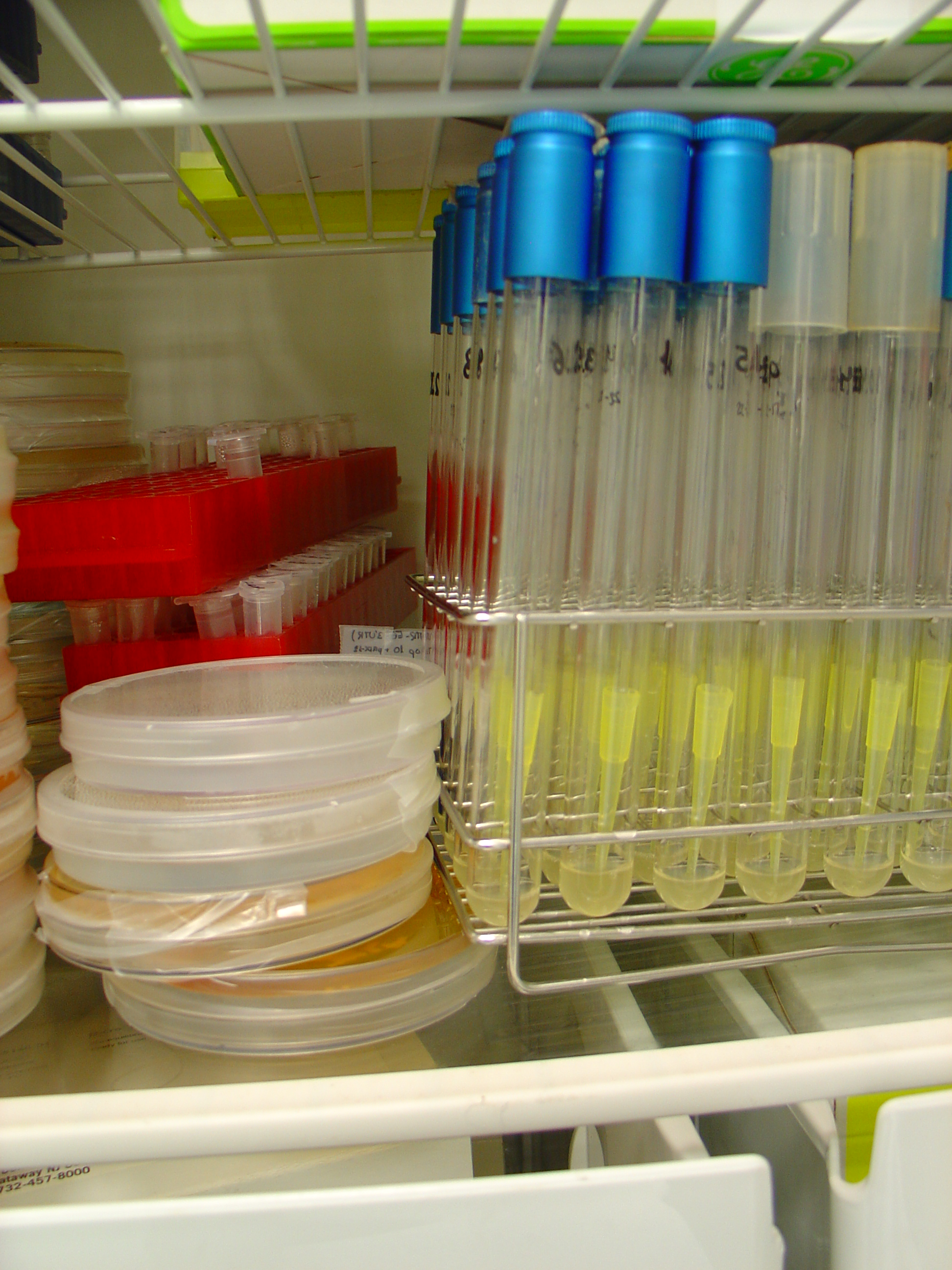
کشت میکروبی بر روی محیط‌های جامد و مایع

کشت میکروبی (انگلیسی: Microbiological culture) روشی برای تکثیر موجودات میکروبی است که به آنها اجازه می‌دهد در محیط کشت از پیش تعیین شده در شرایط آزمایشگاهی کنترل شده تکثیر شوند. محیط‌های کشت میکروبی روش‌های تشخیصی اساسی اند که به عنوان ابزار تحقیق در زیست‌شناسی مولکولی مورد استفاده قرار می‌گیرند.
برای تعیین نوع ارگانیسم، فراوانی آن در نمونه مورد آزمایش یا هر دو، از محیط‌های کشت میکروبی استفاده می‌شود. این یکی از روشهای تشخیص اولیه میکروبیولوژی است و به عنوان ابزاری برای تعیین علت بیماری‌های عفونی است.